# Belo Polje (Surdulica)
Belo Polje (cirill betűkkel Бело Поље) egy falu Szerbiában, a Pcsinyai körzetben, Surdulica községben.

## Népesség
- 1948-ban 148 lakosa volt.
- 1953-ban 201 lakosa volt.
- 1961-ben 238 lakosa volt.
- 1971-ben 324 lakosa volt.
- 1981-ben 480 lakosa volt.
- 1991-ben 568 lakosa volt
- 2002-ben 545 lakosa volt,[1] akik közül 541 szerb (99,26%), 2 horvát, 1 bolgár és 1 macedón.[2]